# Ronny Lindemann
Ronny Lindemann (* 20. Dezember 1980 in Witten) ist ein deutscher Karambolagespieler und deutscher Meister im Dreiband.

## Karriere
Als Amateurspieler ist Lindemann hauptberuflich als Angestellter der Stadtwerke Witten tätig und gibt seinem Job und seiner Familie den Vorzug, da eine gesicherte Finanzierung durch das Billardspiel, seiner Meinung nach, nicht gegeben ist. Er schafft diesen Spagat zwischen Beruf und Sport nur, weil ihn sein Arbeitgeber als „Halbtagskraft“ angestellt hat. Dadurch hat er die Möglichkeit, flexibel mit Trainings- und Turnierzeiten umzugehen. Daher sind seine Turnierteilnahmen eher unregelmäßig, und das, obwohl er zu den besten deutschen Spielern nach Martin Horn zählt. Mit ihm bestritt er schon mehrfach als Team die Dreiband-Weltmeisterschaft für Nationalmannschaften, musste sich aber mit dem undankbaren 4. Platz zufriedengeben. Sein Hausverein ist der BCC Witten, seiner Heimatstadt, mit dem er 2012 die Deutsche Pokalmannschaftsmeisterschaft gewann. Im gleichen Jahr war er noch erfolgreich mit der Goldmedaille beim German Grand Prix. Wie in der Szene üblich spielt er für mehrere Vereine, auch in den Niederlanden, wo er 2018 die Goldmedaille in der höchsten Spielklasse, der Eredivision (wie 1. Bundesliga), gewann. Schon 2016 erreichte er seinen bisher größten Erfolg mit dem Einzeltitel der Deutschen Dreiband-Meisterschaft. Im Finale konnte er den Weltmeister Christian Rudolph mit 40:13 besiegen. Er stellte vorher im Viertelfinale gegen Stefan Dirks mit 16 Punkten auch noch einen neuen deutschen Rekord in der Höchstserie (HS) auf. Der alte Rekord von 15 wurde 1954 von Siegfried Spielmann aufgestellt. Mit 62 Jahren dürfte dies der am längsten geltende Billard-Rekord in Deutschland gewesen sein. Martin Horn zog 2018 gleich. Mit ihm erspielte sich Lindemann im Mai 2019 bei den Karambolage-Europameisterschaften in Brandenburg an der Havel die Bronzemedaille im Dreiband-Team, hinter Belgien und Spanien. Bei der Deutschen Dreiband-Meisterschaft 2019 in Bad Wildungen kam er nach seinem Titelgewinn 2016 erneut ins Finale, musste sich dort jedoch dem trotz Verletzung spielenden Horn mit 23:40 in 23 Aufnahmen geschlagen geben und wurde erstmals Vizemeister. Am 19. Februar 2022 gewann er, gemeinsam mit Çengiz Karaça, die Silbermedaille bei der Dreiband-Europameisterschaft für Nationalmannschaften 2022 in Ankara. Im Finale mussten sie sich der schwedischen Mannschaft (Torbjörn Blomdahl/Michael Nilsson) mit 2:0 geschlagen geben, nachdem sie zuvor im Viertelfinale zunächst Belgien 1 (Eddy Merckx/Peter Ceulemans) und dann im Halbfinale Spanien 1 (Daniel Sánchez/Rubén Legazpi) geschlagen hatten.

### 1. Bundesliga
Nachdem der BCC Witten zur Saison 2006/07 wieder erstklassig gespielt hatte, wurden sie 2009, 2012 Vizemeister, 2010, 2011, 2017 Dritte und holten Gold 2013, 2014 und 2018.

## Erfolge
- Dreiband-Europameisterschaft für Nationalmannschaften:  2024  2022  2019
- Deutsche Dreiband-Meisterschaft:  2016  2019  2012, 2021
- Deutsche Pokalmannschaftsmeisterschaft:  2012 (BCC Witten)
- 1. Bundesliga Dreiband:  2012/13, 2013/14, 2017/18  2008/09, 2011/12  2009/10, 2010/11, 2016/17
- German Grand Prix:  2011/5, 2012 (Jahres-Gesamtsieger)  2011/2  2004/3, 2005/5, 2006/2, 2010/2, 2010/6, 2019/1
- 1st Division Finals (Niederlande):  2018
- Cadre-47/2-Europameisterschaft der Junioren:  2002

Quellen: s. Einzelartikel